# Solwind
Solwind, denominado originalmente P78-1, fue un satélite artificial de la Fuerza Aérea de los Estados Unidos lanzado el 24 de febrero de 1979 mediante un cohete Atlas desde la base de Vandenberg. Fue destruido el 13 de septiembre de 1985 durante la prueba del misil antisatélite ASM-135 ASAT.
La misión de Solwind fue estudiar la ionosfera y magnetosfera terrestres. Para ello el satélite portaba un espectrómetro de rayos gamma, un detector de partículas, un coronógrafo, un heliógrafo ultravioleta, un espectrómetro de rayos X solares, un espectroheliógrafo, un monitor de rayos X y un monitor de aerosoles.
La destrucción durante una prueba militar de Solwind irritó a algunos científicos, ya que aunque en el momento de la destrucción solo permanecían funcionales dos de los instrumentos del satélite, algunos lo consideraban una pieza clave en la investigación de la corona solar.